# Związek Zawodowy Drużyn Konduktorskich w RP
Związek Zawodowy Drużyn Konduktorskich w RP zrzesza pracowników następujących spółek:
- Przewozy Regionalne Sp. z o.o., Warszawa
- PKP Intercity S.A., Warszawa
- PKP Szybka Kolej Miejska w Trójmieście Sp. z o.o., Gdynia.

Związek jest jednym z członków założycieli Konfederacji Kolejowych Związków Zawodowych, z siedzibą w Warszawie, która przystąpiła do Ogólnopolskiego Porozumienia Związków Zawodowych.

## Historia
Organizacja została założona w 1922 w Poznaniu jako Chrześcijański Związek Drużyn Konduktorskich, następnie przeniesiona do Warszawy, gdzie funkcjonowała jako Związek Drużyn Konduktorskich PKP, następnie Związek Zawodowy Drużyn Konduktorskich RP (ZDK), z siedzibą przy ul. Widok 7 m. 6 (1927-1936). Organem prasowym organizacji był Konduktor (dwutyg. 1922-1939, mies. od 1938).

## Przewodniczący związku
- 1935[1]-1939 - Wojciech Napieralczyk

- Kazimierz Staniszewski
- 2001-2006 - Jarosław Szlachta
- 2006-2007 - Ireneusz Miszczuk
- od 2007 - Jacek Droździel

## Siedziba
Zarząd Krajowy związku obecnie mieści się w kompleksie budynków - przed wojną: b. Dyrekcji Kolei Państwowych, po wojnie: najpierw Dyrekcji Okręgowej Kolei Państwowych, następnie Centralnej Dyrekcji Okręgowej Kolei Państwowych, zaś obecnie jednej ze spółek kolejowych: PKP Polskie Linie Kolejowe, nieopodal dworca Warszawa Wileńska.